# سنت رز دولاک
سنت رز دولاک (به انگلیسی: Sainte Rose du Lac) یک شهرک در کانادا است که در منیتوبا واقع شده‌است. سنت رز دولاک ۲٫۵۳ کیلومتر مربع مساحت و ۱٬۰۲۳ نفر جمعیت دارد.